# 맷 키슬러
맷 키슬러(Matt Keeslar, 1972년 10월 15일 ~ )는 미국의 배우이다.

## 출연 작품
- 스크림3